# Podovi (Sanski Most)
Podovi (szerbül: Подови) szerb falu Bosznia-Hercegovinában, a Bosznia-hercegovinai Föderáció Una-Szanai kantonjában, Sanski Most községben.

## Fekvése
Bosznia-Hercegovina északnyugati részén, Bihácstól légvonalban 73, közúton 101 km-re keletre, Sanski Most központjától 14 km-re délkelete, a Szana-folyó jobb partján levő dombos területen fekszik. Itt ömlik a Kozica-patak a Szanába. A falu azon régi makadámút mentén található, amely összeköti Sanski Mostot a szomszédos Ključcsal, a Szana folyó szurdokával és a felette tornyosuló Mulež hegy lejtőivel.

## Népessége
| Nemzetiségi csoport | Népesség 1991 | Népesség 2013 |
| ------------------- | ------------- | ------------- |
| Szerb               | 293           | 16            |
| Bosnyák             | 0             | 1             |
| Horvát              | 0             | 0             |
| Jugoszláv           | 0             | 0             |
| Egyéb               | 1             | 0             |
| Összesen            | 294           | 17            |

## Története
A település első írásos említéseként az 1540-es török defterben említett Donja és Gornja Padica Rana falvakat tartják, mely akkor Malkocs bég embereinek, Juszuf Divannak és Pervannak, valamint Juszuf és Ivan Kilavuznak a birtokában volt. A Milan Karanović által végzett kutatás szerint biztos, hogy a törökök által itt talált lakosok mind szerbek voltak. Ez lett volna a középkori Bosznia északi, illetve északnyugati határa. Ezek a falvak valójában a Zmijanje nevű terület részét képezték melyhez a Sanička-völgy is tartozott. A Szana mentén Podovi felé vezető úton volt Čerenić bég háza, ahol török őrség posztolt. A bégnek az volt a feladata, hogy beszedje az adókat és egyéb kötelezettségeket, amelyeket a népnek kellett megfizetnie a törököknek. Ahogy a török hatalom jelentősen meggyengült, és Ausztria befolyása is láthatóvá vált, a podovi Čerenić bég családja is a szemközti Kamičakba költözött. Az üresen maradt házba a gornji podovi Kondić család költözött, mert könnyebb volt odalent élni, közel volt az út, a Szana folyó, jobb volt a föld és még sok más előnye is volt. Az ott lakók később ugyancsak a Čerenić nevet kapták, amit ma is viselnek. Így jött létre Donji Podovi, mely Podovinak a Szana menti része.
1895-ben Podovi Kozica község része volt. 1910-ben 293 lakosa volt. 1922. augusztus 2-án Kozicával közös földműves szövetkezete alakult, mely egészen 1941-ig, Jugoszlávia megszállásáig működött. Elemi iskolája 1932-ben épült, ugyanebben az évben lányok részére háztartási tanfolyam indult. 1941-ben azok közé a falvak közé tartozott, ahol csak szerbek éltek.
A boszniai háború idején sok más szerbek lakta faluhoz hasonlóan Podovi is elpusztult. A szerb lakosság száma akkor esett vissza, amikor 1995-ben a Sana’95 hadművelet során a bosnyák kormánycsapatok elfoglalták a falut a szerbektől és a távozó szerb csapatokkal a szerb lakosság is elmenekült. Podovi osztozik a Sanski Most község területén lévő többi, hazatérők által lakott falu sorsában, amelyek egyre elhagyatottabbak, mert a háború utáni időszakban nem éledt fel bennük az élet. Leginkább az idősebbek tértek vissza ezekbe a falvakba, míg a fiatalabbak úgy döntöttek, hogy más területeken alapozzák meg megélhetésüket.
Podovi falu egykori lakói, akik ma szétszórtan élnek szerte a világon, minden évben, nyáron összegyűlnek szülőfalujukban.

## Nevezetességei
Szent Miklós püspök tiszteletére szentelt pravoszláv temploma 2011-ben épült.